# 中国万岁剧团
中国万岁剧团，简称中万，原名怒潮剧社，近代中国的一个话剧团。中国抗日战争时期，在陪都重庆出演了大量话剧作品，与中华剧艺社、中电剧社、中国艺术剧社、中央青年剧社并称大后方“五大剧团”。

## 历史
怒潮剧社于第一次国共内战期间在中华民国首都南京创建，命名源自黄埔军校校歌《怒潮澎湃》:281。怒潮剧社成立之初，隶属于國民政府軍事委員會政训处；1932年春，奉命调到江西南昌，归南昌行营政训处管理。南昌时期，怒潮剧社的剧作家有向培良、邵惟、左明等，主要演员有凌萝、英茵、郝恩星（吕班）、刘尚文（沙蒙）、王逸（王一）、严斐等，其中左明、吕班、沙蒙等人均为受中国共产党组织委派加入剧社的。该剧社在南昌先后演出有《志士沙场死》《蠢货》《韦菲君》《车夫之家》《油漆未干》以及五四运动后著名的独幕剧《屏风后》等，也演过进行反共宣传的《生路》《谁是我们的仇敌》等剧目。1934年，南昌行营政训处电影股以怒潮剧社演員為班底，完成反共劇情片《光明》的拍摄:89。
1933年底，黎锦光受怒潮剧社社长罗海沙委托回上海招收乐队人员，王人艺、张贞黻、严励、姜涛等人随黎锦光到了南京，归政训处管理；后被派往南昌，成立怒潮剧社管弦乐队。仅几个月后，乐队成员便离开南昌返回了上海。
1937年，以原南昌行营政训处电影股为基础在武汉成立中国电影制片厂，怒潮剧社改由中国电影制片厂管理。1938年，由于侵华日军迫近武汉，怒潮剧社随中国电影制片厂迁至重庆。到达重庆时，中制厂已具有大量优秀的编剧、导演和演员，对怒潮剧社的演出均倾力以赴。怒潮剧社在渝的首次演出时集体创作的《为自由和平而战》，由王为一导演；第二次演出为《中国万岁》，也是集体创作，应云卫导演，在重庆国泰剧院首演十天，场场满座，休息一周后重演，仍是场场满座，取得了极大的成功，时任政治部部长陈诚观看该剧后决定大幅提高剧团的经费。1940年4月，怒潮剧社正式改名为“中国万岁剧团”，简称“中万”，由于是中国电影制片厂的演员剧团，因此又称为“中制剧团”:330，政治部第三厅厅长郭沫若兼任中万团长，中制厂长郑用之任副团长:280-281。
1941年1月皖南事变发生后，国共摩擦渐趋表面化，政治部改由张治中担任部长。1942年，郑用之则被张治中安排到美国好莱坞考察，吴树勋接任中制厂长及中万团长:282-284，吴树勋是由胡宗南推荐给张治中的，曾任西安警备司令部参谋长。1945年，蔡劲军接替吴树勋出任中制厂长及中万团长。
1947年8月，向培良任中国万岁剧团团长。1948年6月，向培良辞掉团长职务返回老家湖南。
1979年11月1日，原團長鄭用之、吳樹勛，副團長潘直庵，團員王玨、房勉水、王豪、田琛、吳家驤，編劇王紹清、唐紹華、李曼瑰、王夢鷗、王平陵等中国万岁剧团迁台人员在臺灣组织復團。1995年10月25日，為慶祝台灣光復五十週年，在台湾省政府的支持下，中國萬歲劇團演出三幕10場大型現代劇《疼惜台灣 子孫萬代》:163。

## 作品
以下根据《中外電影永遠的巨星》等资料整理了中国万岁剧团出演的部分话剧作品。
| 首演时间             | 剧名                            | 编剧                                | 导演   | 主要演员                                               | 演出地点       |
| -------------------- | ------------------------------- | ----------------------------------- | ------ | ------------------------------------------------------ | -------------- |
| 1938年9月16日        | 为自由和平而战                  | 王为一                              | 王瑞麟 | 舒绣文、陶金、陈天国、王玨                             | 重庆國泰大戲院 |
| 1938年9月16日        | 血祭九一八                      | 王为一                              |        |                                                        | 重庆國泰大戲院 |
| 1939年11月1日        | 中国万岁                        | 唐纳                                | 王瑞麟 | 孙坚白、舒绣文、凤子、钱千里、王玨                     | 重庆           |
| 1940年4月1日         | 民族光荣                        | 宋之的                              | 应云卫 | 江村、章曼萍、王玨                                     | 重庆抗建堂     |
| 1940年5月1日         | 国家至上 （又名：回教三杰）     | 宋之的、老舍                        | 应云卫 | 魏鹤龄、钱千里、张瑞芳、孙坚白、江村、舒绣文、王玨     | 重庆抗建堂     |
| 1940年12月           | 董小宛                          | 舒湮                                | 袁丛美 | 王玨、秦怡、阳华                                       | 重庆           |
| 1940年               | 浪淘沙                          |                                     |        |                                                        | 重庆           |
| 1940年               | 未婚夫妻                        | 陈白尘                              |        |                                                        | 重庆           |
| 1940年               | 一出戏                          | 寇嘉弼                              |        |                                                        | 重庆           |
| 1940年               | 夜上海                          | 于伶                                | 马彦祥 |                                                        | 重庆           |
| 1940年               | 雾重庆 （又名：鞭）             | 宋之的                              | 应云卫 |                                                        | 重庆           |
| 1941年3月18日        | 玉麒麟                          | 宗由                                | 吴树勋 | 王豪、王斑、钱千里、王玨、井淼、房勉、朱铭仙           | 重庆抗建堂     |
| 1941年1月-9月间      | 国贼汪精卫                      | 马彦祥                              | 马彦祥 |                                                        | 重庆           |
| 1941年1月-9月间      | 人约黄昏后                      | 施谊改编                            | 陶金   |                                                        | 重庆           |
| 1941年1月-9月间      | 赎罪                            | 夏衍                                | 黄田   |                                                        | 重庆           |
| 1941年1月-9月间      | 皇军的刺客                      | 万流                                | 孙坚白 |                                                        | 重庆           |
| 1941年1月-9月间      | 走                              | 吴天                                | 孙坚白 |                                                        | 重庆           |
| 1941年1月-9月间      | 正在想                          | 曹禺                                |        |                                                        | 重庆           |
| 1941年10月-1942年5月 | 陌上秋 （又名：大地黄金）       | 陈白尘改编 原著：艾芜小说《秋收》   | 马彦祥 |                                                        | 重庆           |
| 1941年10月-1942年5月 | 棠棣之花                        | 郭沫若                              | 凌鹤   |                                                        | 重庆           |
| 1942年3月29日        | 蜕变                            | 曹禺                                |        | 王玨                                                   | 重庆抗建堂     |
| 1942年3月23日        | 江南之春                        | 马彦祥改编 原著：陈瘦竹小说《春雷》 | 马彦祥 | 沈扬、舒绣文、田琛、吴家驴、井淼、杨薇、王玨           | 重庆抗建堂     |
| 1941年10月-1942年5月 | 战斗的女性 （与中华剧艺社合作） | 凌鹤                                | 凌鹤   |                                                        | 重庆           |
| 1943年2月4日         | 虎符                            | 郭沫若                              | 王瑞麟 | 孙坚白、舒绣文、王玨                                   | 重庆抗建堂     |
| 1944年5月11日        | 黄金万两                        | 鲁觉吾                              | 苏怡   | 秦怡、宗由、王玨                                       | 重庆抗建堂     |
| 1945年2月13日        | 秣陵风雨 （原名：桃花扇）       | 周彦                                | 贺孟斧 | 王玨、周旭江、王豪、罗苹、刘琦、井淼                   | 重庆抗建堂     |
| 1945年6月1日         | 雷峰塔                          | 卫聚贤                              | 周彦   | 宗由、王玨、王蒙、罗苹、魏鹤龄                         | 重庆抗建堂     |
| 1945年9月15日        | 风雪夜归人                      | 吴祖光                              | 贺孟斧 | 易露西、王玨、洗群、张立德、沈扬、史林                 | 重庆抗建堂     |
| 1945年9月15日        | 野玫瑰                          | 陈诠                                | 吴树勋 | 王玨、刘琦、井淼、房勉、钱千里、陈莉                   | 重庆抗建堂     |
| 1945年12月6日        | 天国春秋                        | 阳翰笙                              | 应云卫 | 章曼萍、三旺、舒绣文、彭世伟                           | 重庆抗建堂     |
| 1946年3月            | 雷雨                            | 曹禺                                |        | 王玨                                                   | 重庆抗建堂     |
| 1946年11月           | 日出                            | 曹禺                                |        | 王玨                                                   | 重庆抗建堂     |
| 1995年10月25日       | 疼惜台湾子孙万代                | 贡敏、孙阳                          | 王玨   | 葛香亭、古军、常枫、王昌炽、刘明、金永祥、谭艾珍、洪涛 | 台中、台北     |